# 高惠黎
聖加里斯多‧高惠黎（義大利語：San Callistus Caravario；1903年6月18日—1930年2月25日）是意大利籍神父及慈幼會會士。1930年在中國殉道，2000年10月1日獲教宗若望·保祿二世封聖，是中華殉道者之一，慶日為2月25日。

## 生平

### 早年生活
加里斯多‧高惠黎出生於1903年6月18日，在意大利王國北部皮埃蒙特大區都靈省的市鎮科爾涅。1908年，高惠黎與家人遷往杜林，並入讀公立學校。其後，加入慈幼會開辦的慶禮院。1919年9月19日他16歲時宣發修道聖願。在華道角青年中心就讀時，於1922年曾與雷鳴道主教相遇，被預言他會到中國傳教。
1924年，被派遣到中國上海。同年11月10日，經英屬香港抵達葡屬澳門，再在11月20日抵達上海。期間，曾到葡屬帝汶首府帝力學習、傳教及服務。
1929年5月18日，在韶州宗座代牧區由雷鳴道主教領受鐸職，並出任連州主任司鐸。

### 殉道
於1930年2月25日，雷鳴道主教與高惠黎神父乘船前往連州傳教，船上還有傳道員、老師及學生。途中，遇上土匪索取500美元過路費，並意圖帶走船上的女青年。雷主教與高神父為保護女青年與土匪搏鬥。但是，他們最後還是不敵土匪，與其他人一起被帶走。雷主教和高神父被單獨帶到附近樹林中，被土匪槍殺殉道。
船員趕快划船到連江口，並向嘉懷德神父報告事件及向韶州主教府發出電報。2月27日，嘉懷德神父及主教秘書賴偉士神父偕同警察回到事發地點，並將二人遺體運回連江口。同年3月4日進行驗屍，遺體被移到鋅製的靈柩運返韶州。高惠黎神父的遺體安葬在河西聖若瑟堂，而主教的遺體則安葬在主教座堂。

## 封聖
1934年12月31日至1935年期間，在韶州宗座代牧區和意大利都靈總教區展開對雷鳴道主教與高惠黎神父的封聖及殉道調查，並在1949年3月18日獲確認。1952年6月13日，獲教宗庇護十二世確認天主之僕。其後，分別於1953年至1954年在英屬香港及於1953年至1957年在都靈再次展開更深入的調查。1963年7月5日，二份調查報告獲得聖座禮儀部認可，並再交由聖座進一步調查。
1976年2月3日，聖座封聖部調查後批准宣福，並於1976年11月13日教宗保祿六世確認雷鳴道主教為殉道者和安排準備宣福禮。
然而，教宗若望·保祿二世上任後放寬有關規定，並於1983年5月15日將雷鳴道主教宣福。於2000年10月1日，若望·保祿二世再將雷鳴道主教與高惠黎神父及其他一百多位中華殉道者封聖。

## 外部連結
- 聖者：聖類斯‧雷鳴道主教 （页面存档备份，存于） 慈幼會
- 聖加里斯多‧高惠黎神父 （页面存档备份，存于） 慈幼家庭聖德
- 聖雷鳴道主教及聖高惠黎司鐸殉道 耶穌會  （页面存档备份，存于）